# Ниневия
Ниневия е един от най-древните градове на земята в Асирия, който процъфтява през VIII-VII век пр.н.е. Руините на древна Ниневия се намират в Ирак (град Мосул), на левия бряг на река Тигър на хълмовете Куюнджик.
Като селище Ниневия е известно още от средата на 5-о хилядолетие пр. Хр. През XV-XIV век пр.н.е. Ниневия е под контрола на държавата Митани. Влизайки в рамките на асирийската държава, Ниневия се превръща в процъфтяващ град в периода края на VIII-VII век пр.н.е. (по време на царуването на Сенахериб и Ашурбанипал). По онова време градът е разположен на 4 мили по протежение на река Тигър, която е като нейна главна улица (едно скъпо реализирано начинание), чиято ширина е 26 м.
Градът е със строго архитектурно и градоустройствено оформление с изисквания за това, чието нарушаване е скрепено с възможността от налагане на строги санкции.
По време на царуването на Ашурбанипал в Ниневия е създадена знаменитата царска Куюнджикска библиотека, в която се съхраняват повече от 30 хиляди клиновидни таблични плочки с древни текстове. През 612 г. пр.н.е. Ниневия е разрушена под комбинираните удари на армиите на вавилонците и на мидийците.
По време на археологическите разкопки, проведени от 1840 до 1930 година са разкрити културни пластове, като най-древните започват от 5-о хилядолетие пр.н.е. (полихромна керамика от края на 5-о - 4-то хилядолетие; бронзова скулптура на - предполагаемо изображение на Саргон Акадски (2-рата половина на 3-то хилядолетие пр.н.е., съхранявана в Иракския музей в Багдад); надписи). По време на разкопките на царските дворци на асирийските владетели Синехариб и Ашурбанипал са открити множество релефни изображения (сега се съхраняват в Британския музей в Лондон). В двореца на Сенахериб са изобразени главно военни и строителни сцени, а в двореца на Ашурбанипал - предимно ловни сцени. Също така са открити множество статуи на крилати бикове и лъвове – пазители на портата.